# Livraddict
Livraddict est un site Internet entièrement consacré aux livres, proposant notamment des actualités, des conseils de lectures, une application web de catalogage social et une base de données francophone de livres. La vocation de l'application est d'enregistrer et de partager des bibliothèques virtuelles personnelles et de communiquer à partir de listes de livres.

## Historique
Livraddict est fondé en septembre 2009 par des bénévoles.

## Fonctionnement
Livraddict permet aux inscrits de créer leur bibliothèque virtuelle, outil informatique rendant possibles les recherches à propos d'une œuvre, d'un auteur ou d'une édition, et l'intégration en ligne d'un livre à sa bibliothèque personnelle.
En outre, les membres ont la faculté de se construire une « wish-list », à savoir une liste des œuvres qu’ils souhaiteraient acquérir, ou tout aussi bien une « PAL », acronyme de Pile À Lire des ouvrages possédés mais non encore lus. En édifiant sa bibliothèque en ligne, chaque membre peut découvrir quel autre abonné a lu telle ou telle œuvre ou envisage de la lire. Par-delà cette commodité taxonomique du site, il est tout à fait loisible au membre abonné d'étoffer la base de données de Livraddict en ajoutant des livres qui ne sont pas encore répertoriés sur le site, de nouvelles éditions, en rédigeant un commentaire à propos d'un ouvrage ou encore un post critique structuré, ce qui fait de Livraddict, à l'image de sites tels que Booknode, Babelio ou MyBoox, un lieu de partage culturel et de mise en commun des découvertes livresques.